# Schelling szegregációs modellje
Schelling szegregációs modellje (Schelling Segregation Model, SSM) az etnikai szegregáció játékelméleti alapú vizsgálata. A modellt Thomas Schelling  amerikai közgazdász alkotta 1978-ban annak a bebizonyítására, hogy a szegregáció a más etnikumhoz tartozók iránti viszonylagos tolerancia mellett is kialakul.
A modellben kétféle színű szereplő van egy négyzetrács alakú pályán (Schelling egy sakktáblát és két különböző anyagú fémpénzt használt); minden körben minden egyes szereplő megvizsgálja a szomszédait, és ha a tőle különböző színűek száma (más változatban az aránya) meghalad egy bizonyos határt, elköltözik egy véletlenszerűen kiválasztott üres mezőre. A modellel folytatott kísérletek azt mutatták, hogy viszonylag magas toleranciaszint (pl. a szomszédok legalább fele legyen azonos színű) mellett is idővel az egyforma színű szereplők teljesen elkülönült blokkokba tömörülnek.

## Külső hivatkozások
- SSM demonstrációs szoftver
- Szegregációs modellek kódja C++-ban